# Ribeira de Odiáxere

A Ribeira de Odiáxere é um pequeno rio português, com 29,6 km de comprimento, que nasce na Serra de Monchique, junto a Marmelete (concelho de Monchique), vindo a desaguar como afluente do rio Alvor.